# Корнелий Север
Вижте пояснителната страница за други личности с името Север (име).
Корнелий Север (на латински: Cornelius Severus) e поет на епоси на латински по времето на император Август през 1 век пр.н.е. и приятел на Овидий.
От него са запазени 16 фрагменти. Написал е хрониката „Res Romanae“, в която е написал за Овидий „Стихотворение за царете“. Сенека Стари цитира в suasoriae (6,26) 25 негови верси за смъртта на Цицерон. Квинтилиан го хвали за стихотворението му за войната в Сицилия „Bellum Siculum“, а Сенека Млади за описанието на избухването на вулкана Етна.